# セイ・ユー、セイ・ミー (アルバム)
『セイ・ユー、セイ・ミー』（原題：Dancing on the Ceiling）は、アメリカ合衆国のR&B歌手であるライオネル・リッチーが1986年に発表した、ソロ名義では3作目のスタジオ・アルバム。オリジナルLPは8曲入りだが、同時期に発売されたCDは「ナイト・トレイン」が追加されて9曲入りとなった。

## 背景
本作リリース前の1985年末、映画『ホワイトナイツ/白夜』の主題歌「セイ・ユー、セイ・ミー」が全米1位のヒットとなっており、本作のタイトルも当初は『Say You, Say Me』となる予定だったが、制作の遅れにより、次のシングル「ダンシング・オン・ザ・シーリング」がタイトル曲に選ばれた。
「セラ」ではレゲエのリズムが導入されている。「ディープ・リヴァー・ウーマン」はカントリー色が取り入れられた曲で、アラバマのメンバー3人がバックグラウンド・ボーカルで参加した。また、「トゥナイト・ウィル・ビー・オールライト」ではエリック・クラプトンがギター・ソロを弾いている。

## 反響
母国アメリカの総合アルバム・チャートBillboard 200では、前作『オール・ナイト・ロング』（1983年）に続く自身2度目の1位獲得を果たし、1987年5月の時点でアメリカ国内の売り上げが400万枚を超え、RIAAによって4×プラチナの認定を受けている。ノルウェーのアルバム・チャートでは10週連続でトップ20入りし、うち3週にわたって1位を獲得した。

## 評価
1986年9月22日付の『ピープル』誌のレビューでは「親しみやすいレコードだが、愛するほどの作品ではない」と評された。一方、Stephen Thomas Erlewineはオールミュージックにおいて5点満点中4点を付け「確かに『ライオネル・リッチー』や『オール・ナイト・ロング』からのヒット曲に匹敵する曲はないが、個々の曲の水準に関してはより一貫性があり、他の2作に散在していた不格好な穴埋め曲に頼っていないことも事実である」と評している。

## 収録曲
特記なき楽曲は作詞・作曲ともライオネル・リッチーによる。
1. ダンシング・オン・ザ・シーリング - "Dancing on the Ceiling" – 4:35
  - 作詞：ライオネル・リッチー／作曲：ライオネル・リッチー、カルロス・リオス、マイケル・フレンチック
2. セラ - "Se La" – 5:56
  - 作詞：ライオネル・リッチー／作曲：ライオネル・リッチー、グレッグ・フィリンゲインズ
3. バレリーナ・ガール - "Ballerina Girl" – 3:39
4. ドント・ストップ - "Don't Stop" – 8:09
  - 作詞：ライオネル・リッチー／作曲：ライオネル・リッチー、ジョン・バーンズ
5. ディープ・リヴァー・ウーマン - "Deep River Woman" – 4:38
6. 愛に抱かれて - "Love Will Conquer All" – 5:44
  - 作詞：ライオネル・リッチー、シンシア・ワイル／作曲：ライオネル・リッチー、グレッグ・フィリンゲインズ
7. トゥナイト・ウィル・ビー・オールライト - "Tonight Will Be Alright" – 5:09
8. セイ・ユー、セイ・ミー - "Say You, Say Me" – 4:05
9. ナイト・トレイン - "Night Train (Smooth Alligator)" – 4:58
  - 作詞：ジェフリー・コーエン、ナラダ・マイケル・ウォルデン／作曲：プレストン・グラス、ウォルター・アファナシェフ、ナラダ・マイケル・ウォルデン

## 参加ミュージシャン
- ライオネル・リッチー - リード・ボーカル、バックグラウンド・ボーカル、キーボード、ボーカル・アレンジ・リズム・アレンジ
- ジェームス・アンソニー・カーマイケル - ストリングス・アレンジ、ホーン・アレンジ、リズム・アレンジ
- マイケル・ボディカー - シンセサイザー(on #1, #2, #3, #5, #6, #7, #8, #9)
- グレッグ・フィリンゲインズ - キーボード(on #2, #5, #7, #8)、ドラムマシン(on #2, #6)、シンセサイザー(on #2, #6)、ミニ・モーグ・ベース(on #8)
- マイケル・A・ラング - キーボード(on #3)
- ニール・ラーセン - キーボード(on #3)
- ジョン・バーンズ - ピアノ(on #1)、シンクラヴィア(on #4)、シンセサイザー(on #4)
- プレストン・グラス - シンセサイザー(on #9)
- コリー・レリオス - シンセサイザー(on #9)
- カルロス・リオス - ギター・ソロ(on #1)、ギター(on #2, #7)、シンセサイザー(on #1)、アコースティック・ギター(on #8)
- ティム・メイ - ギター(on #3, #5, #7, #8)
- ルイ・シェルトン - ギター(on #5)
- チャールズ・ジュリアン・フィアリング - ギター(on #4)
- デヴィッド・コクラン - ギター(on #6)
- エリック・クラプトン - ギター・ソロ(on #7)
- スティーヴ・ルカサー - ギター(on #8)
- ヴァーノン・ブラック - ギター(on #9)
- ニール・スチューベンハウス - ベース(on #1)
- ネイザン・イースト - ベース(on #2, #3, #6)
- ジョセフ・チェメイ - ベース(on #5, #7)
- エイブラハム・ラボリエル - ベース(on #8)
- ランディ・ジャクソン - ベース(on #9)
- ジョン・ロビンソン（英語版） - ドラムス(on #1, #8)
- ポール・レイム - ドラムス(on #2, #3, #5, #6, #7, #9)、ドラムマシン(on #8)
- ナラダ・マイケル・ウォルデン - ドラムス(on #9)、プログラミング(on #9)、アレンジ(on #9)
- パウリーニョ・ダ・コスタ - パーカッション(on #2, #4, #6, #7, #8, #9)
- シーラ・E - パーカッション(on #4)
- マーヴァ・キング - バックグラウンド・ボーカル(on #4, #6, #9)
- スージー・ウェンディ・イケダ - バックグラウンド・ボーカル(on #4)
- アラバマ（ランディ・オーウェン、テディ・ジェントリー、ジェフ・クック） - バックグラウンド・ボーカル(on #5)
- リチャード・マークス - バックグラウンド・ボーカル(on #7)
- デボラ・トーマス - バックグラウンド・ボーカル(on #7)
- ジュリア・ティルマン - バックグラウンド・ボーカル(on #7)
- マキシン・ウィラード - バックグラウンド・ボーカル(on #7)
- キティ・ベートーヴェン - バックグラウンド・ボーカル(on #9)
- ジェニファー・ホール - バックグラウンド・ボーカル(on #9)